# Confinamiento por la pandemia de COVID-19 en Paraguay
La políticas de confinamiento en Paraguay por la pandemia de COVID-19 son una serie de decisiones de aislamiento sanitario de la población, que forman parte de una política de salud pública para combatir la pandemia, como así también medidas económicas y sociales para paliar sus efectos.  Las primeras medidas fueron tomadas el martes 10 de marzo de 2020 a las 18 horas aproximadamente, —tres días luego de informarse el primer caso por coronavirus—.   
El Gobierno Nacional estableció medidas sanitarias (pre-cuarentena o cuarentena parcial) por Resolución S.G.Nº90/2020, con el fin de evitar la propagación del virus -asumiendo una posible circulación comunitaria por el segundo paciente que provino de la Argentina vía terrestre-. Esta medida, que en principio rigió por 15 días, incluyó suspensión de las clases en todos los niveles, suspensión y restricción de toda actividad que impliquen aglomeración de personas, como eventos públicos y privados. Se han adoptado otras medidas sanitarias preventivas y restrictivas con el correr de los días, como el control y posterior cierre de fronteras, la restricción de desembarque de extranjeros, el toque de queda nocturno, el endurecimiento de los controles preventivos con el fin de verificar su cumplimiento, etc, 
Debido a la confirmación de transmisión comunitaria en el país el 20 de marzo, el Gobierno endureció las medidas sanitarias, decretando oficialmente -según decreto Nº3478/2020- una cuarentena total, denominado oficialmente Aislamiento Preventivo General, extendiéndose en principio hasta el 12 de abril, pero que llegó a prorrogarse varias veces en abril, extendiéndose finalmente hasta el 3 de mayo.  En este periodo, la libre circulación quedó restringida totalmente, a excepción de casos de necesidad o urgencia (adquirir alimentos, medicamentos, etc.), así como la de trabajadores exceptuados como los de servicios básicos y de salud. Debido a esto muchas tiendas de venta de productos no esenciales permanecieron cerradas y la mayoría de los habitantes —todos aquellos cuyos trabajos no estén dentro de las excepciones por ley—, debieron permanecer en sus hogares, sintiéndose en la economía nacional sus efectos. Así mismo, hubo muchos arrestos e imputados por personas que no acataron la cuarentena y/o no justificaron su circulación debidamente según establece el decreto.   
El 4 de mayo, empezó a regir la cuarentena 'inteligente', que vendría siendo oficialmente el Plan de Levantamiento Gradual del Aislamiento Preventivo General, con la apertura de ciertos sectores económicos bajo estrictas medidas sanitarias, divididas en cuatro fases, aunque se trate solo de una apertura a nivel "nacional".  El 5 de octubre, se deja atrás las fases de la Cuarentena Inteligente, para avanzar a una especie de nueva normalidad conocida como el "modo covid de vivir", liberando la mayor parte de las actividades manteniendo los cuidados sanitarios hasta la aparición de alguna vacuna o cura. Se permite ya la apertura a nivel internacional, como los vuelos internacionales o la apertura de fronteras terrestres. Eventualmente se podría plantear excepciones puntuales por zonas o por algún sector económico particular, si las circunstancias lo requieran.
El 23 de febrero de 2022 se levantan todas las restricciones ante la Pandemia de COVID-19, dejando solamente como recomendación las anteriores medidas. Aún se exigirá el uso de tapabocas y el certificado de vacunación en ciertos casos.

## Primeras medidas
El primer caso se confirmó recién el 7 de marzo de 2020 en Asunción, por el ministro de Salud Pública y Bienestar Social Julio Mazzoleni.  El paciente era un hombre de 32 años, proveniente de Guayaquil, Ecuador, pero residente en el departamento Central.  
Tres días después, se confirma el segundo caso, que correspondía a un hombre de 61 años proveniente de Argentina -vía terrestre-; y ese mismo día se confirman tres casos más, todos estos contagiados del segundo caso, por lo que el Gobierno Nacional -asumiendo una posible circulación comunitaria- anuncia la aplicación de medidas sanitarias -lo que se conocería luego como una cuarentena parcial o una pre-cuarentena total- que por momento regiría 15 días. Esta primera medida incluía suspensión de las clases en todos los niveles, suspensión y restricción de toda actividad que impliquen aglomeración de personas, como eventos públicos y privados.
Otras medidas tomadas con el correr de los días fueron que los vuelos provenientes de Europa fueron suspendidos, se estableció un toque de queda nocturno (limitación de la libre circulación entre las 20 y 04 horas), controles preventivos por las fuerzas públicas (tanto policías como militares) por las calles y determinados lugares para el cumplimiento de las medidas, así como controles de temperatura y limitación de la circulación en las terminales y puestos de frontera (cierre parcial de fronteras). 
Los primeros días se reportó un alto acatamiento, que fue flaqueando ligeramente con el correr de los días, aunque el acatamiento volvió a aumentar conforme se establecieron rígidas medidas y controles por las calles. Así mismo, en las primeras semanas de cuarentena se reportaron un sobrecosto de ciertos productos sanitarios, como el alcohol en gel y el tapabocas; igualmente en ciertos lugares de la capital se produjeron las "compras de pánico", debido a la psicosis causada por la cuarentena, aunque las autoridades luego manifestaron que no existirían problemas de abastecimiento y que los supermercados trabajarían normalmente, tomándose ciertas medidas de prevención.

## Cuarentena Total

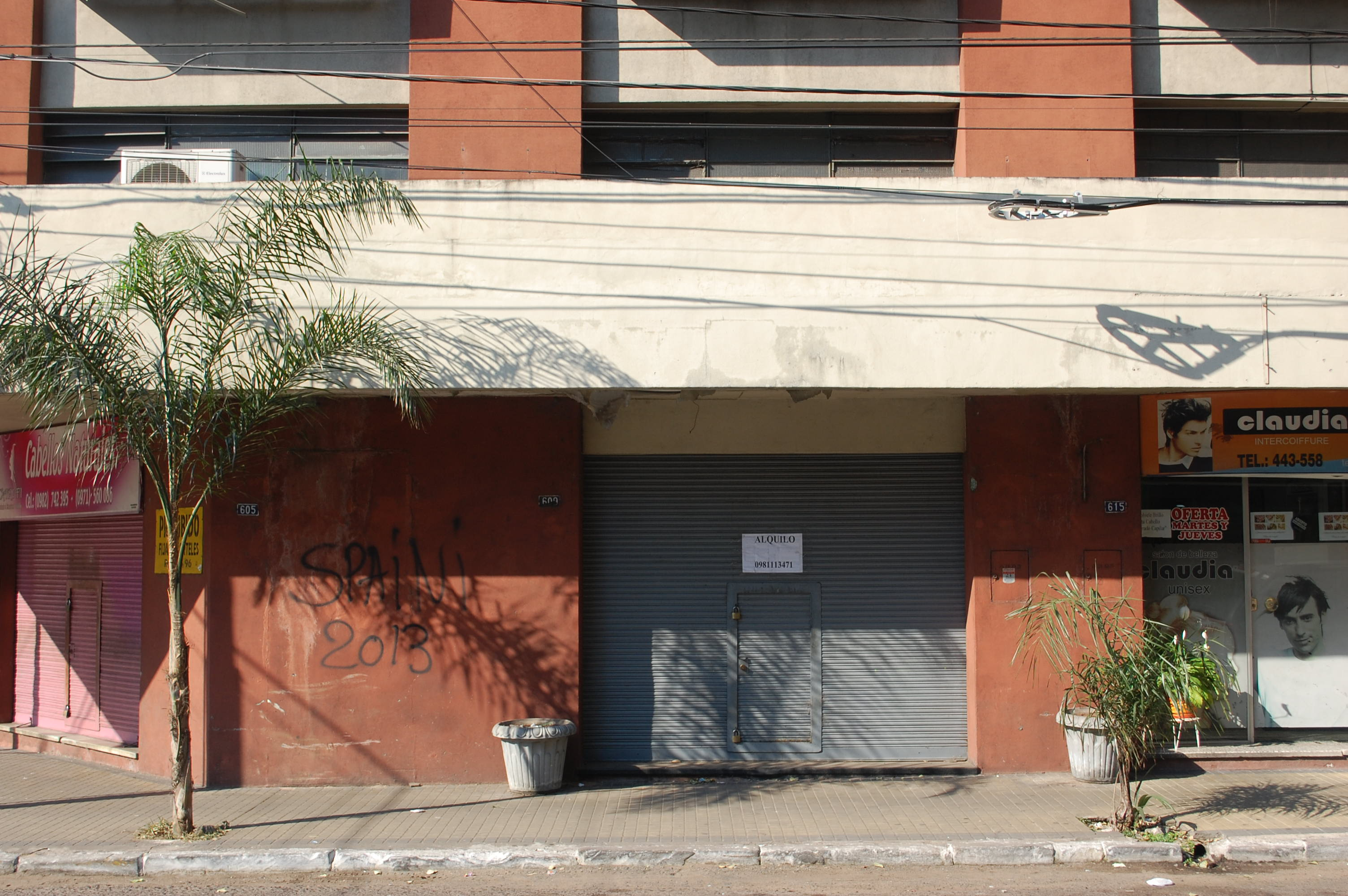
Locales comerciales cerrados, y escasa circulación en la capital paraguaya durante la cuarentena "total".

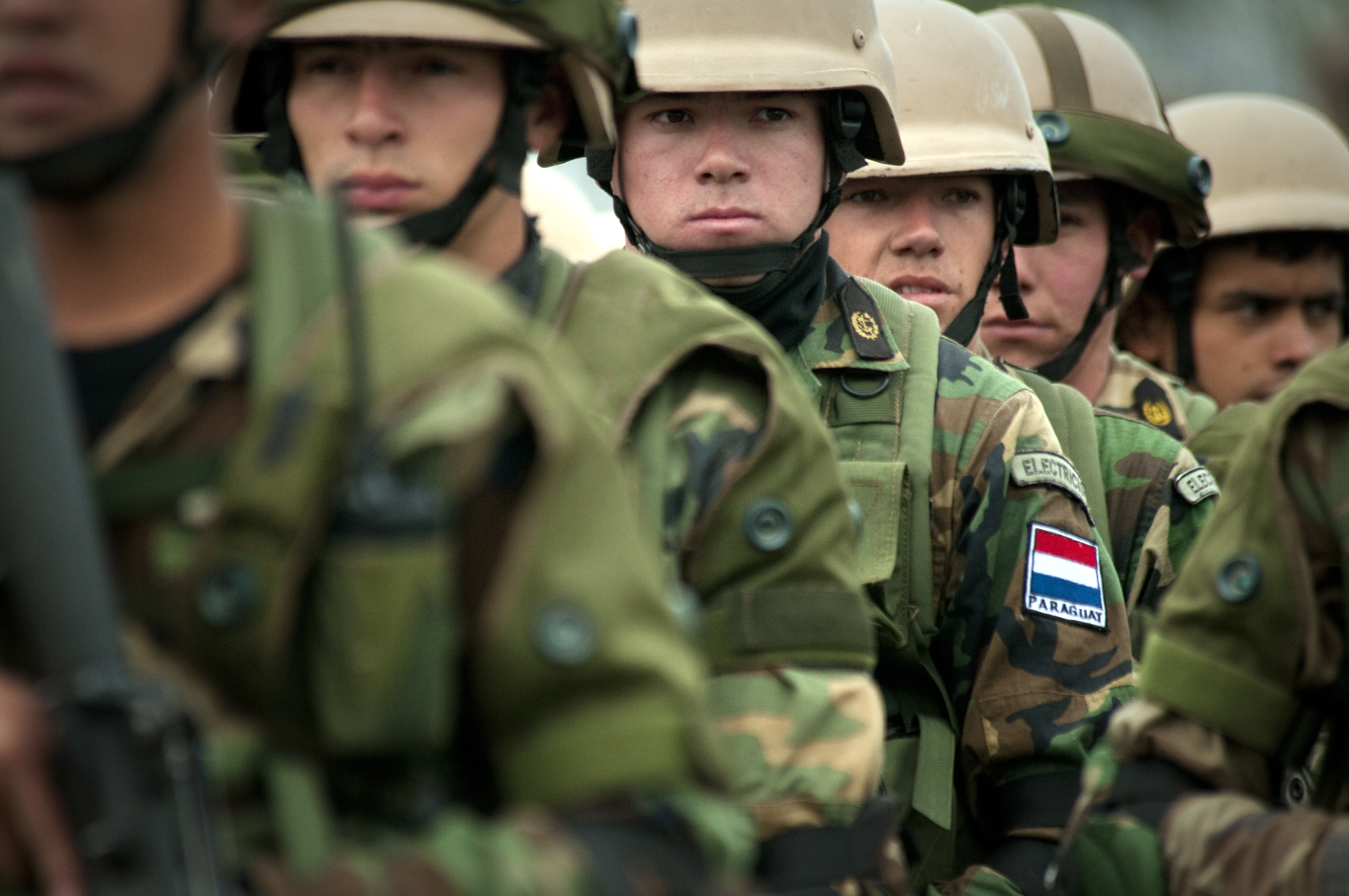
Los militares salieron a las calles para ayudar en los controles preventivos.

Paraguay entró en cuarentena total el 20 de marzo de 2020 al confirmarse la transmisión comunitaria en el país, restringiéndose totalmente la libre circulación, a excepción de casos de necesidad o urgencia y quedaron exceptuados ciertos trabajadores, especialmente de servicios básicos (supermercados, farmacias, estaciones de servicio, entre otros). 
Esta cuarentena obligó a todos los paraguayos y ciudadanos o residentes extranjeros, a mantenerse encerrados en sus casas, exceptuando diversas situaciones, como adquirir alimentos y medicamentos, acudir al trabajo (si se encontrase exceptuado) o atender emergencias. Esta medida, en un principio iba hasta el 12 de abril, aunque luego fue prorrogado en varias ocasiones. Las restricciones, además de la suspensión de las clases y de eventos de distinta índole, también incluyeron la clausura de tiendas no esenciales, incluyendo bares, restaurantes, discotecas, cines, shoppings, negocios comerciales, minoristas e informales, etc.
Por otra parte, el Gobierno estableció el cierre total de Fronteras -incluye aéreo y terrestre- a finales de marzo, permitiendo solo el paso de mercaderías y vuelos de carga. El transporte público también quedó limitado e inclusive suspendido en muchas zonas del país. Desde finales de marzo hasta casi finales de mayo, el servicio de transporte público de media y larga distancia quedó suspendido.
El Presidente de la República anunció la construcción de dos hospitales de contingencia para tratar a pacientes con coronavirus hacia fines de marzo; que fue inaugurado un mes después de su construcción. Otros hospitales centinelas y centros de salud de otras partes del país también fueron preparándose y equipándose. Se procedieron a la desinfección de lugares públicos en varios municipios del país, así como rigurosos controles de forma aleatoria en las ciudades, e inclusive en los límites tanto municipales como departamentales de varios puntos del país, en algunos casos hasta prohibiendo el ingreso/salida de ciertos distritos.
Para la Semana Santa de 2020, el Consejo de Gobernadores -de los 17 departamentos- solicitaron el cierre total de fronteras entre sí. Así mismo se restringe totalmente los viajes de la zona de Asunción y Central al interior y viceversa, así como en el Interior mismo.  
Desde el 12 de abril de 2020, empezó a regir sistema de patentes/matrículas (chapas) para el desplazamiento de vehículos no exceptuados dentro del decreto presidencial. Los vehículos con chapa de terminación numérica par (0,2,4,6,8) pudieron salir solamente martes, jueves y sábados; mientras que vehículos con chapa de terminación numérica impar (1,3,5,7,9) pudieron salir solamente lunes, miércoles, viernes y domingo. Esto principalmente fue resuelto para controlar la circulación masiva de rodados que acontecieron días anteriores en que se percibió un flaqueamiento de la cuarentena.
La cuarentena total, resuelta desde el 20 de marzo de 2020 por el Gobierno Nacional, fue reiterada por cuatro veces (cinco contando desde la cuarentena parcial resuelta ya el pasado 10 de marzo). El 8 de abril, el presidente de la República vuelve a prorrogar la cuarentena, extendiéndose nuevamente -por tercera vez- hasta el 19 de abril. El 17 de abril el presidente vuelve a prorrogar por cuarta vez la cuarentena, extendiéndose hasta el 26 de abril.
El 24 de abril la cuarentena se prorroga por quinta vez, extendiéndose hasta el 3 de mayo. Desde el 4 de mayo rige la Cuarentena Inteligente, que corresponde a una desescalada del confinamiento o flexibilización de las medidas, abriendo ciertos sectores económicos por fases con estrictas medidas sanitarias.

## Cuarentena Inteligente

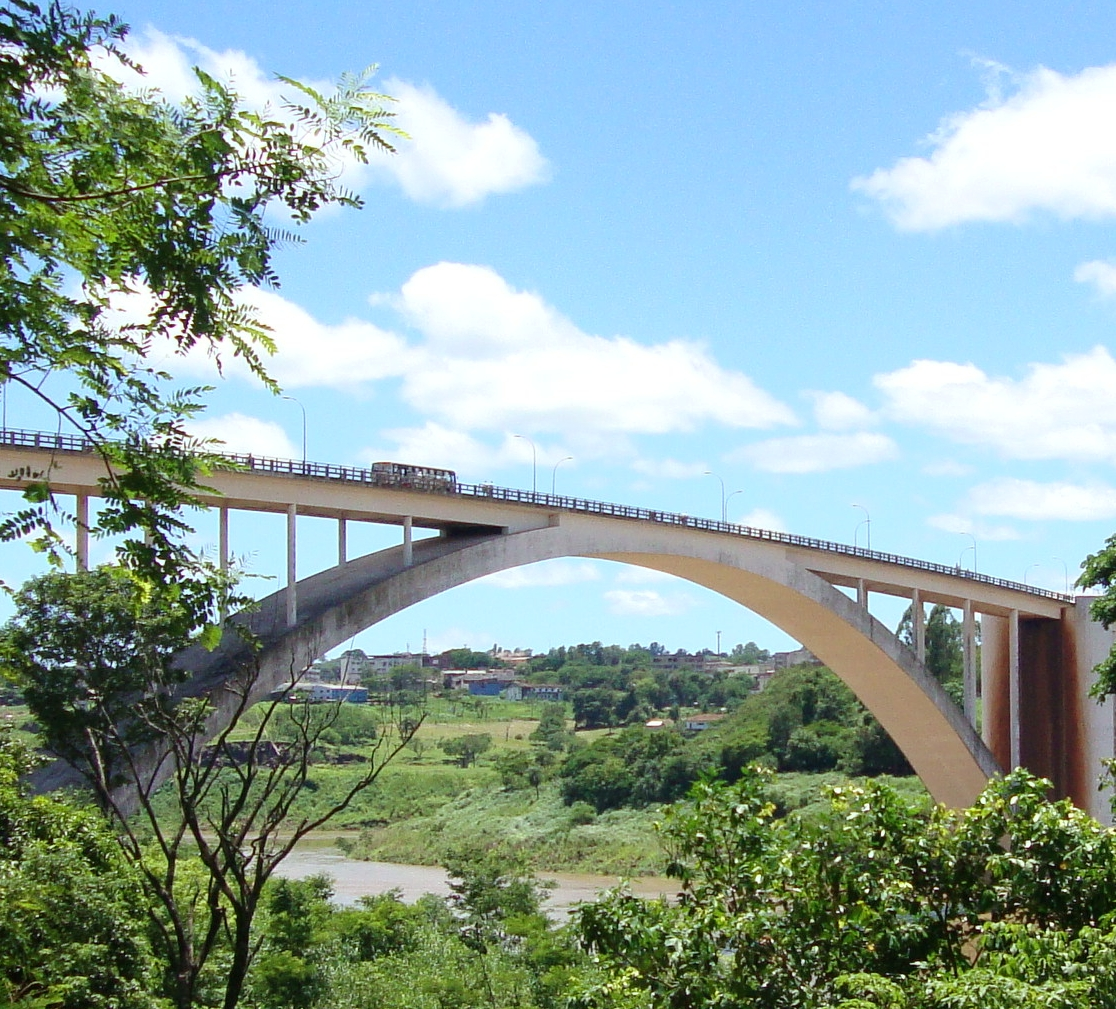
La Cuarentena "Inteligente" inició desde el 4 de mayo, con el relajamiento de algunas restricciones luego de una cuarentena total que duró más de un mes. Sin embargo, las fronteras continuaron cerradas indefinidamente en esta cuarentena.

La 'Cuarentena Inteligente', denominada oficialmente 'Plan de Levantamiento Gradual del Aislamiento Preventivo General', consiste en la liberación de ciertos sectores laborales (y por fases) para la activación paulatina y monitoreada de la economía, bajo estrictas medidas sanitarias que fue presentado el 24 de abril y que rige desde el 4 de mayo. Está compuestas por cuatro fases, en el que cada 21 días se analizará la situación epidemiológica y la conducta cívica para ir liberando las demás fases gradualmente. En la primera fase se tiene calculado reactivar hasta el 58 % del sector económico. 
El ministro de Salud Julio Mazzoleni reiteró que estas nuevas disposiciones serán verificadas y evaluadas cada 21 días, con la posibilidad de volver a las restricciones de la fase anterior o de la cuarentena total si fuese necesario. Las medidas de prevención seguirán vigentes en la vida laboral y cotidiana, y su control será estricto, como el proveer mecanismo para la higienización de las manos al ingreso/salida del recinto, el uso obligatorio de tapaboca (mascarilla), el distanciamiento físico y con la recomendación del control de temperatura. 
Así mismo también reiteró la necesidad de no compartir el tereré, mate u otra bebida, que es una costumbre muy arraigada del paraguayo, al igual que el no salir de las casas si no fuese necesario. Las personas de la tercera edad y con alguna enfermedad de base deberán seguir en cuarentena 'voluntaria'. Con relación a los funcionarios públicos, cada institución estatal definirá su sistema de trabajo (horarios y personales rotativos).

### Fase 1
Empezó a regir en todo el territorio nacional desde el 4 de mayo de 2020. Pasajeros del transporte público urbano pueden ir solamente sentados (nadie parado) y con tapaboca obligatorio. El transporte público de media y larga distancia aún no estuvo disponible en al menos las primeras semanas de la primera fase de la cuarentena inteligente. Recién el 18 de mayo fue liberado este último, aunque con una frecuencia reducida del 50% y los pasajeros deben usar tapaboca, además de justificar el motivo de su viaje (no se permite justificativo por turismo ni visita a parientes, tampoco está permitido que viajen niños o adultos mayores). Persistió la modalidad de delivery en prácticamente todo lo que concierne a gastronomía y otros servicios/mercaderías no esenciales.  
En cuanto a actividades físicas individuales se han impuesto restricciones horarias por edad -en un radio de 500 metros de sus hogares o parques determinados-: las personas de entre 10 y 59 años podrán salir entre las 09 y 19 horas. Las personas mayores de 60 años podrán hacerlo entre las 06 y 08:30 horas, mientras que los menores de 10 años aún no podrán salir. Un niño podrá salir acompañado de un adulto solamente.
Por otra parte, continuará el sistema de chapas (par e impar) para el desplazamiento de vehículos no exceptuados. Desde el 11 de mayo ya pueden ir entre cuatro personas por vehículo (anteriormente era solo dos), mientras que en motocicletas dos personas. La circulación no exceptuada está restringida entre las 21 y las 05 horas. El informe de la situación fue el 21 de mayo. 

### Fase 2
Empezó a regir en todo el territorio nacional desde el 25 de mayo de 2020. Se estima una reactivación de hasta el 83 % de la economía. Para la segunda fase, se tuvo previsto incluir actividades destinadas a fases siguientes, es decir adelantar algunos sectores debido a que la curva de contagio está controlada (pocos casos activos locales). Las tiendas comerciales de más de 800m2, como los Shoppings -que tenían previsto reabrir recién en la fase 3- reabrieron ya en esta fase, al igual que el resto de las tiendas comerciales menores a 800m2, siempre bajo estrictas medidas sanitarias. Los patios de comidas, áreas de juegos, esparcimiento y probadores siguieron suspendidos. Los comercios no esenciales atienden entre las 10 y 19 horas. Las oficinas corporativas solo pueden operar en un 50%. 
Las celebraciones religiosas (misas) siguieron suspendidas, aunque se permitió los bautismos y casamientos con presencia mínima de personas (máx. 10). Los peluqueros pudieron ya recibir a clientes en sus locales, aunque por turno y registrando a cada cliente. La edad considerada de riesgo se eleva a 65 años (anteriormente iba desde 60 años) y ya pueden realizar actividad física individual hasta las 10 horas y el resto de las edades hasta las 20 horas. El sistema de chapas para el desplazamiento de vehículos no exceptuados queda sin efecto en esta fase, aunque persistió el toque de queda entre las 21 y las 05 horas. En cuanto al transporte público de corta distancia, los buses pudieron llevar hasta diez pasajeros parados (no aplica a minibuses ni transporte de media y larga distancia, estos últimos aún mantuvieron su frecuencia reducida).
En cuanto a locales gastronómicos, se prevé su reapertura ya en la fase 3 (adelantándose de la fase 4) aunque esto sigue pendiente de confirmación. En lo que concierne a gastronomía, además de la modalidad del delivery, ya se pueden retirar las comidas de los locales, no así comer en los locales. El informe de la situación fue el 11 de junio.

### Fase 3
Desde el 15 de junio de 2020, todo el país pasó a Fase 3 de la Cuarentena Inteligente, a excepción de dos departamentos (Paraguarí y Concepción) quienes quedaron en Fase 2 y un distrito del departamento de Paraguarí (San Roque González) el cual retrocedió a Fase 0. 
En esta fase, se incluyen que los locales gastronómicos, como los restaurantes y bares (inicialmente previsto para la Fase 4) puedan re-abrir con agendamiento (reservas) y/o en grupo de máximo seis personas (familiares o compañeros de trabajo), a excepción de los patios de comida de los Shoppings -a menos que éstos se "restaurantizen". Se incluye la Educación Superior, en la que se permitirán las clases prácticas, de laboratorios, defensas de tesis y exámenes. Para el sector cultural, se permitirán auto-cines/auto-teatros. Las celebraciones religiosas (misas) podrán realizarse hasta 20 personas. En cuanto a actividades físicas, se permitirá la apertura de academias, gimnasios bajo agendamiento; deportes amateur (no de contacto) en clubes o polideportivos, y pesca hasta dos personas (parejas). 
En cuanto al horario de circulación, será de 05:00 a 23:00 horas de domingos a jueves, y hasta las 00:00 los viernes y sábados. Los horarios de comercios no esenciales continuarán de 10 a 19 horas, aunque ya dependiendo de cada gobierno departamental, ya que por ejemplo el Departamento de Alto Paraná solicitó un horario diferente debido a la dinámica de su actividad comercial, al igual que el municipio de Asunción. 
El informe de la situación estaba calendarizado inicialmente para el 2 de julio, aunque días antes, el 23 de junio, el Gobierno anuncia la extensión de la Fase 3 de la Cuarentena Inteligente a nivel nacional, por dos semanas más de lo inicialmente previsto (hasta el 19 de julio), debido al rebrote de casos positivos (comunitarios) en varios puntos del país. Esta medida no incluyó a los departamentos de Paraguarí y Concepción puesto que en aquel entonces permanecían en Fase 2. Entre el 13 de julio y el 19 de julio pasaron a Fase 3 para luego avanzar a Fase 4.

### Fase 4
Desde el 20 de julio de 2020, todo el país pasó a Fase 4 de la Cuarentena Inteligente, a excepción de la ciudad de Asunción, y los departamentos de Central y Alto Paraná.
En esta fase, el sector hotelero queda habilitado bajo estricto protocolo sanitario, al igual que el sector cultural. Las celebraciones religiosas (misas) podrán realizarse hasta 50 personas (distancia de dos metros entre cada persona y registro de los participantes), al igual que conciertos/festivales musicales, salas de cines adecuadas, y otras actividades del sector cultural. Eventos sociales están habilitados hasta 20 personas, así como reuniones sociales privadas (familiares preferentemente) de hasta 10 personas.  En cuanto a actividades deportivas, se permite hasta 4 personas cualquier deporte que no sea de contacto.
El 15 de agosto, la Fase 4 es prolongada hasta el 30 de agosto para todo el país, a excepción de Asunción, Central y Alto Paraná. El 29 de agosto es nuevamente prolongada hasta el 6 de septiembre. El 4 de septiembre es prorrogada hasta el 20 de septiembre. El 18 de septiembre es prorrogada hasta el 4 de octubre.

### Retroceso en algunas zonas

#### Extensión de Fase 2 para dos departamentos y Fase 0 en San Roque

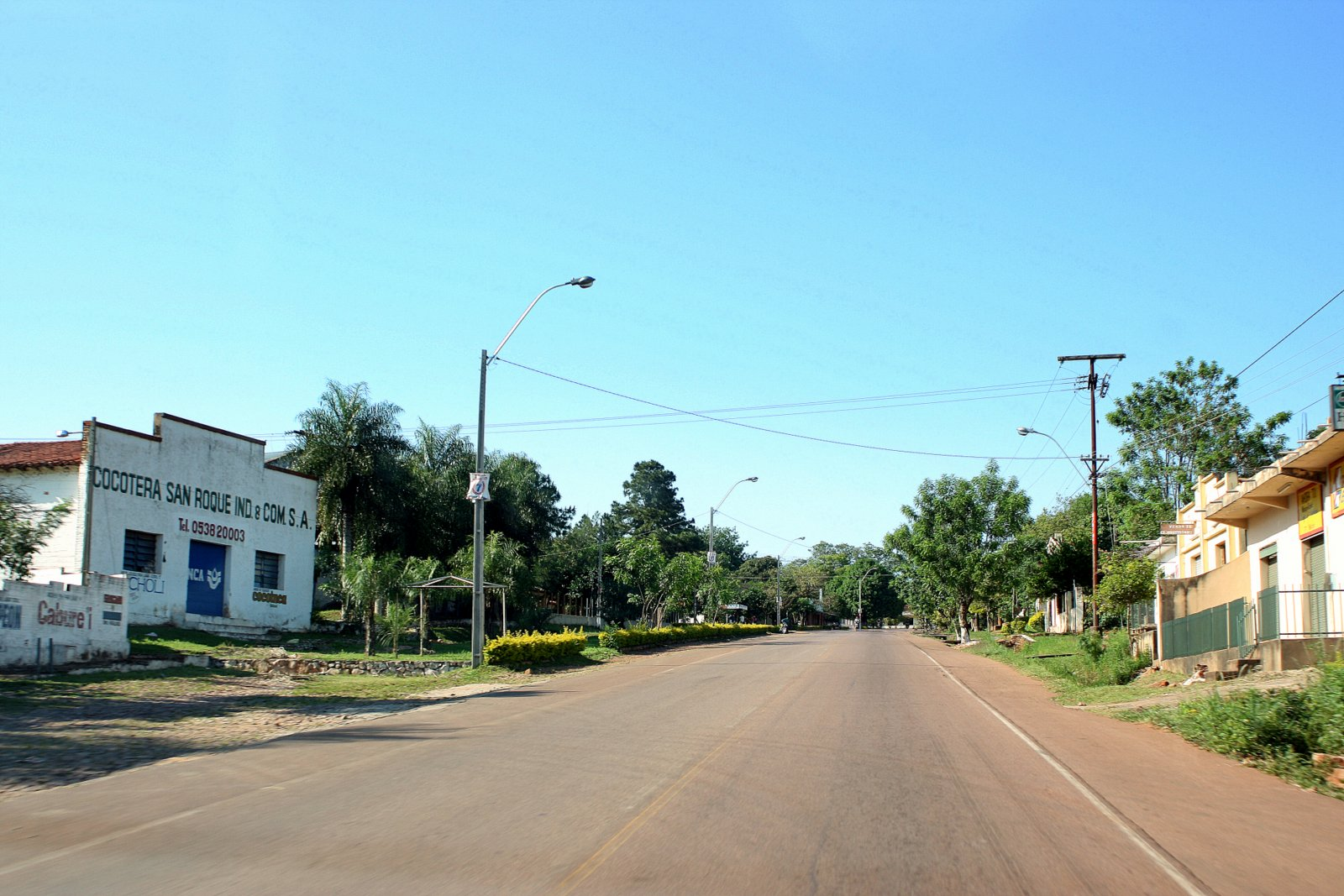
La ciudad de San Roque González de Santa Cruz ubicado en el Departamento de Paraguarí, volvió a Fase 0 (cuarentena total) por quince días durante el mes de junio.

El 9 de junio de 2020, el distrito de San Roque González de Santa Cruz ubicado en el Departamento de Paraguarí retornó a Fase 0 (Cuarentena Total) por quince días, debido a que este distrito se convirtió en el epicentro de la enfermedad.
Por otra parte, dos días después se oficializó que el resto del Departamento de Paraguarí y el Departamento de Concepción quedarán estancados en la Fase 2 de la Cuarentena Inteligente debido al riesgo epidemiológico por casos activos recientes. El 25 de junio de 2020, la ciudad de San Roque González de Santa Cruz volvió a la Fase 2, quedándose en la misma fase que todo el departamento. El 13 de julio de 2020, los departamentos de Paraguarí y Concepción avanzaron a Fase 3 de la Cuarentena Inteligente, casi un mes después que el resto del país.

#### Extensión de Fase 3 para Gran Asunción y Alto Paraná
El 17 de julio de 2020, el Gobierno anunció que la Fase 4 de la Cuarentena Inteligente será habilitada en todo el país desde el 20 de julio, a excepción de la ciudad de Asunción, y los departamentos de Central y Alto Paraná, quienes permanecerán en Fase 3 hasta el 9 de agosto debido a los altos contagios. Diez días después Alto Paraná retrocedió en cuarentena total con excepciones (véase abajo). El 8 de agosto se volvió a prorrogar la Fase 3, esta vez para Asunción y Central hasta fin de mes.

#### Retroceso a "Fase 0,5" en Alto Paraná
Debido al aumento de casos, el 29 de julio de 2020 el Gobierno comunicó que el departamento de Alto Paraná pasaría a Fase 0 de la cuarentena inteligente, con algunas habilitaciones de la Fase 1 por el lapso de dos semanas. Esto produjo grandes disturbios en la capital del Alto Paraná y ciudades aledañas, quienes manifestaron su descontento con el nuevo confinamiento y el rápido colapso sanitario por la baja inversión en el sistema de salud. Estos disturbios resultaron en más de 60 detenidos según lo informado por la Policía departamental.  Se han producido saqueos a comercios, destrozos, quema de vehículos y hasta heridos por armas de fuego.
Por lo tanto, en una reunión del 30 de julio de 2020 entre autoridades estatales y departamentales, se acuerda habilitar el horario comercial entre las 05 y las 17 horas, para luego establecer la cuarentena total (restricción de la circulación) entre las 17 y 05 horas. Esto pasó a llamarse "Fase 0,5". Restaurantes, gimnasios y otras actividades no esenciales no están habilitados en este periodo. El 14 de agosto, el Gobierno prolonga por 7 días esta cuarentena en esta zona del país, hasta el 23 de agosto.
El 23 de agosto se volvió a prorrogar hasta el 6 de septiembre, aunque con medidas más flexibles, como el extender el horario de circulación hasta las 20 horas, y la habilitación de gimnasios, entre otros. El 4 de septiembre es prorrogada hasta el 20 de septiembre.

#### Cuarentena Social para Gran Asunción y otros departamentos
El 20 de agosto de 2020, el ministro de Salud Julio Mazzoleni anunció que desde el lunes 24 de agosto hasta el domingo 6 de septiembre regiría nuevas restricciones, especialmente para el ámbito social, llamado "Cuarentena Social", a ser aplicadas en Asunción y el departamento Central por quince días. Entre otras medidas, la libre circulación se restringe entre las 20hs y las 05 hs, restricción de venta de bebidas alcohólicas luego de las 20 hs (similar a la Ley seca), la suspensión del transporte público de media y larga distancia los sábados y domingos, actividad física individual y otras actividades de la Fase 3 pero con limitaciones. El 4 de septiembre es prorrogada hasta el 20 de septiembre. El 18 de septiembre es prorrogada hasta el 4 de octubre.
El 13 de septiembre, los departamentos de Caaguazú y Concepción retrocedieron a esta fase hasta el 27 de septiembre. El 21 de septiembre, Alto Paraná avanza a esta fase, con ciertas medidas específicas en relación con Asunción, Central, Caaguazú y Concepción, hasta el 4 de octubre.

#### Retroceso a Fase 3 en el Chaco
El 29 de agosto de 2020 el Poder Ejecutivo, por decreto Nº4000 anuncia el retroceso a Fase 3 del departamento de Boquerón y la localidad de Carmelo Peralta (en el departamento de Alto Paraguay), debido al aumento de casos teniendo en cuenta su pequeña población y su débil sistema de salud desde el 31 de agosto al 6 de septiembre. El 4 de septiembre es prorrogada hasta el 20 de septiembre. El 18 de septiembre es prorrogada hasta el 4 de octubre

## Nueva normalidad
Según lo anunciado el 2 de octubre de 2020 por el ministro de Salud, se deja atrás las fases de la Cuarentena en todo el país, para avanzar a una especie de nueva normalidad conocida como el "modo covid de vivir", liberando la mayor parte de las actividades pero manteniendo los cuidados sanitarios. Esto es debido a la "meseta" de casos alcanzada y la desaceleración en el nivel de contagios desde las últimas semanas de septiembre, aunque la tasa de positividad siga bastante elevada, cercana al 25%. Eventualmente se podría plantear excepciones puntuales por zonas o por algún sector económico particular, si las circunstancias lo requieran.
Desde el 5 de octubre de 2020, en toda la República del Paraguay, se permitirá la circulación interdepartamental sin restricciones, la apertura internacional (de fronteras), y la libre circulación todos los días entre las 05:00 hs y las 00:00 hs. Se permite el funcionamiento de hotelería, y eventos tanto sociales como culturales, con una restricción de hasta 50 personas en principio, entre otros. Se autorizan los vuelos internacionales (vuelos burbujas en su primera fase), y la apertura de fronteras, primeramente con el Brasil, bajo protocolo sanitario.
Desde el 15 de octubre de 2020 se dispone la apertura de fronteras terrestres con el Brasil. Así mismo, desde el 21 de octubre de 2020 se dispone la apertura de aeropuertos internacionales con vuelos comerciales, con el requisito de tener test negativo de COVID-19 dentro de las últimas 72 horas. Aquellos pasajeros que superen los 7 días de estadía deben cumplir cuarentena obligatoria. Desde el 16 de noviembre de 2020, se autorizan eventos sociales hasta 75 personas, así como eventos infantiles, y deportes colectivos (fútbol, básquetball, etc.). En diciembre, los eventos sociales fueron ampliados a 100 personas. Durante las noches de Navidad y año nuevo, se pudieron circular de 05:00 a 01:00.

## Segunda ola: Nuevas medidas
A finales de febrero de 2021, se observó un aumento en la curva de contagios, luego de una meseta de varios meses, superándose los mil contagios diarios en promedio, producto de la proliferación de eventos sociales clandestinos, y a la cantidad de turistas, que viajaban tanto dentro como fuera del país, especialmente del Brasil.
Este aumento desmedido de contagios, provocó una nueva saturación en el sistema público de salud, al punto que se tuvo que suspender las cirugías de emergencia y los médicos deben elegir quien tiene más probabilidad de vivir para ocupar una cama UTI. En este escenario, escasearon las camas, insumos, medicamentos, así como el retraso en la adquisición de vacunas para COVID-19, lo que conllevó a masivas protestas y disturbios en todo el país, conocido como el Marzo Paraguayo de 2021, terminando en la renuncia y remoción de varios ministros, entre ellos el ministro de Salud Julio Mazzoleni.
Por otra parte, el 18 de febrero de 2021, llegan las primeras dosis de Vacunas antiCOVID-19 en el Paraguay, compuestas por 4 000 dosis de la Vacuna Sputnik V, en principio, destinados a personal de blanco. La vacunación inició el 22 de febrero de 2021, en los principales centros de salud del país. Paraguay se encuentra muy rezagado en cuanto a la aplicación de vacunas, a comparación de sus países vecinos.
En el mes de marzo de 2021, se superan por primera vez en la pandemia, los mil internados en total. Para junio de 2021 (pico de la segunda ola) se superaron los 4000 hospitalizados en total, más de 600 de ellos internados en terapia intensiva. Los casos semanales se triplicaron prácticamente, pasando de una meseta de poco más de 5 000 casos semanales en promedio en los últimos meses, a más de 15 000 casos semanales para abril de 2021. Este aumento desmedido de casos se cree que es por la circulación de la variante o cepa brasileña del virus, conocida como P.1., que es más contagiosa. A finales de abril, se superaron los 100 muertos diarios por COVID-19. A finales de mayo de 2021, Paraguay pasa a ser el país con mayor cantidad de nuevas muertes en los últimos 7 días por millón de habitantes del mundo, por COVID-19.

### Restricciones por nivel de contagios: Zonas Rojas
Las Zonas Rojas son los distritos del Paraguay con un nivel 4 de transmisión comunitaria (muy alta), de mayor nivel de incidencia de COVID-19 que los demás niveles de transmisión comunitaria. Los distritos que integran la Zona Roja, son aquellos que superan los 150 nuevos casos confirmados semanales por cada 100.000 habitantes, y/o que superen los 5 fallecidos por cada 100.000 habitantes, dentro de un promedio de dos semanas.
El 18 de marzo al 26 de marzo de 2021, el Ministerio de Salud Pública y Bienestar Social señaló como "zonas rojas" los siguientes distritos: Asunción, Ayolas, Caacupé, Caazapá, Caraguatay, Coronel Bogado, Ciudad del Este, Encarnación, Fernando de la Mora, Fram, Guarambaré, Hohenau, Lambaré, Luque, Mariano Roque Alonso, Ñemby, Paraguarí, Pilar,San Bernardino, San Juan Bautista, San Lorenzo, Villa Elisa, San Ignacio y Villarrica. En éstas zonas rojas han regido medidas restrictivas diferentes a las del resto del país, como ser la restricción horaria de circulación entre las 20:00 y 05:00 hs, así mismo las clases presenciales son suspendidas, al igual que los deportes de contacto.
Las restricciones se ampliaron a nivel país a vísperas de Semana Santa  (27 de marzo al 4 de abril), y las medidas impuestas han sido similares a la cuarentena total, en que se permitió únicamente el movimiento mínimo e indispensable, así como únicamente servicios esenciales. La "nueva normalidad" volvió al país entero entre el 5 de abril y el 26 de abril.
El 27 de abril al 10 de mayo de 2021, el Gobierno volvió a establecer nuevas medidas en las zonas rojas, en los siguientes distritos: Asunción, Ciudad del Este, Loma Plata, Coronel Oviedo, San José de los Arroyos, Caazapá, Curuguaty, Areguá, Capiatá, Fernando de la Mora, Guarambaré, Itá, Itauguá, J. Augusto Saldívar, Lambaré, Limpio, Luque, Mariano Roque Alonso, Ñemby, San Antonio, San Lorenzo, Villa Elisa, Villeta, Ypacaraí, Ypané, Concepción, San Lázaro, Altos, Atyrá, Caacupé, Emboscada, Eusebio Ayala Itacurubí de la Cordillera, Piribebuy, San Bernardino Villarrica, Bella Vista, Cambyretá, Capitán Miranda, Encarnación, Fram, Hohenau, Natalio, Obligado, Yatytay, Ayolas, San Ignacio, San Juan Bautista, Santa Rosa Misiones, Pilar, Carapeguá, Paraguarí, Pirayú, Yaguarón, Ybycuí, Benjamín Aceval y Villa Hayes. En éstas zonas rojas han regido medidas restrictivas diferentes a las del resto del país, como ser la restricción horaria de circulación entre las 20:00 y 05:00 hs, así mismo la cantidad de personas en eventos sociales se reduce a 25 (espacios cerrados) y 50 (al aire libre) y la prohibición de deportes colectivos.

### Flexibilizaciones en la segunda ola
Desde el 13 de julio de 2021, se extiende el horario de circulación de 05:00 a 01:00 horas en el país, además de autorizarse eventos de hasta 100 personas en espacios cerrados y 150 en espacios abiertos. Deportes colectivos de hasta siete integrantes por equipo, entre otras medidas.
Desde el 25 de agosto de 2021, se extiende el horario de circulación de 05:00 a 02:00 hs. en todo el país, además de autorizarse eventos de hasta 200 personas en espacios cerrados y 350 en espacios abiertos. Se permiten los espacios bailables y barras al aire libre. Las escuelas pasan a ser mayormente presenciales bajo protocolos. Se autoriza la presencia de público en los estadios (hasta 20% en principio). Se habilitan la práctica de deportes colectivos sin límite de integrantes.
Desde el 13 de octubre de 2021, finaliza oficialmente el toque de queda (restricción horaria a la circulación) que empezó a regir desde marzo de 2020. La circulación ya está permitida durante las veinticuatro horas del día. Se autoriza la apertura de fronteras terrestres con la República Argentina desde el 19 de octubre de 2021, bajo protocolos., inicialmente en la frontera Encarnación-Posadas.
El 22 de febrero de 2022 se levantan todas las restricciones ante la Pandemia de COVID-19, dejando solamente como recomendación las anteriores medidas. Aún se exigirá el uso de tapabocas y el certificado de vacunación en ciertos casos.

## Cronología
| Cronología de la Cuarentena en Paraguay | Cronología de la Cuarentena en Paraguay | Cronología de la Cuarentena en Paraguay                                             | Cronología de la Cuarentena en Paraguay                             | Cronología de la Cuarentena en Paraguay | Cronología de la Cuarentena en Paraguay |
| #                                       | Denominación                            | Tipo de medidas                                                                     | Toque de queda                                                      | Fecha (nacional) | Obs. (por zonas) |
| --------------------------------------- | --------------------------------------- | ----------------------------------------------------------------------------------- | ------------------------------------------------------------------- | --- | --- |
|                                         | Pre-cuarentena                          | Primeras medidas tomadas                                                            | 20:00 a 04:00                                                       | 11 de marzo al 19 de marzo de 2020 | - |
|                                         | Cuarentena Total (Fase 0)               | Confinamiento/aislamiento                                                           | 24 hs.                                                              | 20 de marzo al 3 de mayo de 2020 | *San Roque González (Paraguarí) volvió a esta fase desde el 9 al 24 de junio. |
|                                         | Fase 1 (Cuarentena Inteligente)         | Flexibilización (de preparación)                                                    | 21:00 a 05:00                                                       | 4 de mayo al 24 de mayo de 2020 | - |
|                                         | Fase 2 (Cuarentena Inteligente)         | Flexibilización (leve)                                                              | 21:00 a 05:00                                                       | 25 de mayo al 14 de junio de 2020 | *Hasta el 12 de julio de 2020 en Paraguarí y Concepción. |
|                                         | Fase 3 (Cuarentena Inteligente)         | Flexibilización (moderada)                                                          | 23:00 a 05:00 (domingos a jueves) 00:00 a 05:00 (viernes y sábados) | 15 de junio al 19 de julio de 2020 | *Hasta el 29 de julio de 2020 en Alto Paraná *Hasta el 22 de agosto de 2020 en Asunción y Central *Boquerón y Carmelo Peralta (Alto Paraguay) volvieron a esta fase del 31 de agosto al 4 de octubre |
|                                         | Fase 4 (Cuarentena Inteligente)         | Flexibilización (avanzada)                                                          | 23:00 a 05:00 (domingos a jueves) 00:00 a 05:00 (viernes y sábados) | 20 de julio al 4 de octubre de 2020 | - |
|                                         | Cuarentena Semitotal (~Fase 0,5)        | Confinamiento/aislamiento (con algunas habilit. de Fase 1 + comercios)              | 17:00 a 05:00                                                       | *Del 30 de julio al 20 de septiembre de 2020 en Alto Paraná | *Del 30 de julio al 20 de septiembre de 2020 en Alto Paraná |
|                                         | Cuarentena Social (~Fase 2,5)           | Fase 3 pero con más restricciones en cuanto a lo social y restricción horaria mayor | 20:00 a 05:00                                                       | *Del 23 de agosto al 4 de octubre de 2020 en Asunción y Central *Del 13 de septiembre al 4 de octubre de 2020 en Caaguazú y Concepción *Del 21 de septiembre al 4 de octubre de 2020 en Alto Paraná | *Del 23 de agosto al 4 de octubre de 2020 en Asunción y Central *Del 13 de septiembre al 4 de octubre de 2020 en Caaguazú y Concepción *Del 21 de septiembre al 4 de octubre de 2020 en Alto Paraná |
|                                         | Nueva normalidad                        | Solo restricciones puntuales, hasta la aparición de la vacuna o cura                | 00:00 a 05:00 (20:00 a 05:00 en zonas rojas)                        | Desde el 5 de octubre de 2020 | *Del 18 de marzo al 26 de marzo de 2021, se aplica restricciones puntuales en las "zonas rojas". *Del 27 de marzo al 4 de abril de 2021, se aplica restricciones a nivel nacional por Semana Santa. *Del 24 de abril al 10 de mayo de 2021, se aplica restricciones puntuales en las "zonas rojas". *Del 13 de julio al 24 de agosto de 2021, el toque de queda fue de 01:00 a 05:00 *Del 25 de agosto al 12 de octubre de 2021, el toque de queda fue de 02:00 a 05:00 |
| Flexibilizaciones en la segunda ola     | Nueva normalidad                        | Sin toque de queda                                                                  | Desde el 13 de octubre de 2021                                      | *Circulación permitida durante las 24 hs del día | |

### Fases de la cuarentena por zonas
|  |  | Departamento                | Fase actual      |
|  |  | --------------------------- | ---------------- |
|  |  | Alto Paraguay               | Nueva normalidad |
|  |  | Alto Paraná                 | Nueva normalidad |
|  |  | Amambay                     | Nueva normalidad |
|  |  | Asunción (distrito capital) | Nueva normalidad |
|  |  | Boquerón                    | Nueva normalidad |
|  |  | Caaguazú                    | Nueva normalidad |
|  |  | Caazapá                     | Nueva normalidad |
|  |  | Canindeyú                   | Nueva normalidad |
|  |  | Central                     | Nueva normalidad |
|  |  | Concepción                  | Nueva normalidad |
|  |  | Cordillera                  | Nueva normalidad |
|  |  | Guairá                      | Nueva normalidad |
|  |  | Itapúa                      | Nueva normalidad |
|  |  | Misiones                    | Nueva normalidad |
|  |  | Ñeembucú                    | Nueva normalidad |
|  |  | Paraguarí                   | Nueva normalidad |
|  |  | Presidente Hayes            | Nueva normalidad |
|  |  | San Pedro                   | Nueva normalidad |

| Designación                      | Fecha (2020)                    | Ubicación                                                                | Resumen de medidas |
| -------------------------------- | ------------------------------- | ------------------------------------------------------------------------ | --- |
| Primeras medidas tomadas         | 11 de marzo - 19 de marzo       | Nacional                                                                 | *Suspensión de clases y eventos *Restricción de la circulación entre las 20 y 04 hs (desde el 16/3) *Control de fronteras y terminales aéreas/terrestres |
| Cuarentena Total (Fase 0)        | 20 de marzo - 3 de mayo         | Nacional                                                                 | *Restricción total de la circulación. Solo servicios esenciales. *Delivery limitado *Cierre de fronteras. Cierre de terminales aéreas/terrestres. *Transporte público de larga distancia suspendido. Urbano limitado. *Sistema de chapas (matrícula) par e impar por días (desde el 12/4) |
| Cuarentena Total (Fase 0)        | 9 de junio - 24 de junio        | San Roque González (Paraguarí)                                           | *Restricción total de la circulación. Solo servicios esenciales. *Delivery limitado *Cierre de fronteras. Cierre de terminales aéreas/terrestres. *Transporte público de larga distancia suspendido. Urbano limitado. *Sistema de chapas (matrícula) par e impar por días (desde el 12/4) |
| Fase 1 (Cuarentena Inteligente)  | 4 de mayo - 24 de mayo          | Nacional                                                                 | *Restricción total de la circulación entre las 21 y 05 hs. *Fábricas en general *Talleres mecánicos *Construcción (obras públicas, obras civiles en primera etapa) *Prestadores de servicio en el local del cliente (máx. 3 personas) *Actividad física individual *Delivery libre y servicio de cobranzas *Odontólogos, Fisioterapeutas y Fonoaudiólogos (desde el 11/5). *Sistema de chapas (matrícula) par e impar por días. *Transporte público de larga distancia (frecuencia reducida, desde el 18/5). |
| Fase 2 (Cuarentena Inteligente)  | 25 de mayo - 14 de junio        | Nacional                                                                 | *Restricción total de la circulación entre las 21 y 05 hs. *Tiendas comerciales entre las 10 hs y 19 hs *Bautismos, casamientos (máx. 10 personas) *Algunos prestadores de servicio en su local (por reserva) *Deportes profesionales y Eventos culturales (sin espectadores) *Oficinas corporativas (reducido) *Construcción (obras civiles en general) |
| Fase 2 (Cuarentena Inteligente)  | Extendida hasta 12 de julio     | Paraguarí y Concepción                                                   | *Restricción total de la circulación entre las 21 y 05 hs. *Tiendas comerciales entre las 10 hs y 19 hs *Bautismos, casamientos (máx. 10 personas) *Algunos prestadores de servicio en su local (por reserva) *Deportes profesionales y Eventos culturales (sin espectadores) *Oficinas corporativas (reducido) *Construcción (obras civiles en general) |
| Fase 3 (Cuarentena Inteligente)  | 15 de junio - 19 de julio       | Nacional (Paraguarí y Concepción desde el 13/7)                          | *Restricción de la circulación de 23 a 05 hs; y de 00 a 05hs viernes y sábados. *Bares y Restaurantes (para comer en el lugar). *Educación Superior: exámenes, defensas de tesis, clases prácticas y laboratoriales. *Celebraciones religiosas (máx. 20 personas). *Sector cultural: Auto-cine, auto-teatro. *Complejos deportivos sin espectadores *Otros: Gimnasios,Academias,Polideportivos. |
| Fase 3 (Cuarentena Inteligente)  | Extendida hasta 22 de agosto    | Asunción y Central (Alto Paraná hasta el 29/7)                           | *Restricción de la circulación de 23 a 05 hs; y de 00 a 05hs viernes y sábados. *Bares y Restaurantes (para comer en el lugar). *Educación Superior: exámenes, defensas de tesis, clases prácticas y laboratoriales. *Celebraciones religiosas (máx. 20 personas). *Sector cultural: Auto-cine, auto-teatro. *Complejos deportivos sin espectadores *Otros: Gimnasios,Academias,Polideportivos. |
| Fase 3 (Cuarentena Inteligente)  | 31 de agosto - 4 de octubre     | Retroceso desde la Fase 4 en Boquerón y Carmelo Peralta (Alto Paraguay ) | *Restricción de la circulación de 23 a 05 hs; y de 00 a 05hs viernes y sábados. *Bares y Restaurantes (para comer en el lugar). *Educación Superior: exámenes, defensas de tesis, clases prácticas y laboratoriales. *Celebraciones religiosas (máx. 20 personas). *Sector cultural: Auto-cine, auto-teatro. *Complejos deportivos sin espectadores *Otros: Gimnasios,Academias,Polideportivos. |
| Fase 4 (Cuarentena Inteligente)  | 20 de julio - 4 de octubre      | Nacional (excepto algunas zonas)                                         | *Restricción de la circulación de 23 a 05 hs; y de 00 a 05hs viernes y sábados. *Celebraciones religiosas (máx. 50 personas). *Eventos y sector cultural limitados. Reuniones privadas limitadas. *Hospedaje en general *Actividades deportivas hasta 4 personas |
| Cuarentena Semi-Total (Fase 0,5) | 30 de julio - 20 de septiembre  | Alto Paraná                                                              | *Restricción de la circulación de 17 hs a 05 hs (de 20 a 05hs desde el 23/8) *Tiendas comerciales durante el horario de circulación *Algunas habilitaciones de Fase 1 *Gimnasios (desde el 23/8) |
| Cuarentena Social                | 23 de agosto - 4 de octubre     | Asunción y Central                                                       | *Restricción de la circulación entre las 20 hs y las 05 hs. *Equivalente a Fase 3 pero con mayores restricciones *Solo actividad física individual *Restricción de venta de alcohol por la noche *Transporte de media y larga distancia suspendido sábados y domingos |
| Cuarentena Social                | 13 de septiembre - 4 de octubre | Caaguazú y Concepción                                                    | *Restricción de la circulación entre las 20 hs y las 05 hs. *Equivalente a Fase 3 pero con mayores restricciones *Solo actividad física individual *Restricción de venta de alcohol por la noche *Transporte de media y larga distancia suspendido sábados y domingos |
| Cuarentena Social                | 21 de septiembre - 4 de octubre | Alto Paraná                                                              | *Restricción de la circulación entre las 20 hs y las 05 hs. *Equivalente a Fase 3 pero con mayores restricciones *Solo actividad física individual *Restricción de venta de alcohol por la noche *Transporte de media y larga distancia suspendido sábados y domingos |
| Nueva normalidad                 | Desde el 5 de octubre           | Nacional                                                                 | *Solo restricciones puntuales *Apertura de fronteras y eventos sociales *Circulación limitada de 00h a 05h. |

## Medidas aplicadas (COVID-19)
Obs.: Actualizado hasta el 5 de octubre. Fuente: Ministerio de Salud Pública y Bienestar Social (MSPBS).

### Decretos
- Decreto N° 3442 - Acciones preventivas

- Decreto N° 3451 - Horario Excepcional de Trabajo

- Decreto N° 3456 - Emergencia Nacional

- Decreto N° 3458 - Cierre parcial y temporal de Puestos de Control Migratorio en Frontera

- Decreto N° 3465 - Control migratorio

- Decreto N° 3475 - MSP coordina planes y acciones de servicios

- Decreto N° 3478 - Medidas Sanitarias

- Decreto N° 3490 - Aislamiento preventivo hasta el 12/04/2020

- Decreto N° 3525 - Ampliación de aislamiento preventivo

- Decreto N° 3526 - Habilitación de albergues para personas con COVID19

- Decreto N° 3506 - Reglamentación de la Ley 6524 Estado de Emergencia

- Decreto N° 3532 - Modificación del Decreto N° 3525

- Decreto N° 3537 - Extensión de aislamiento preventivo

- Decreto N° 3546 - Reglamentación art. 46 de Ley 6524

- Decreto N° 3564 Extensión aislamiento preventivo del 27 de abril al 3 de mayo de 2020

- Decreto N° 3576 Fase 1 Cuarentena Inteligente

- Decreto N° 3582 Comisión Especial de Supervisión y Control de Compras COVID-19

- Decreto N° 3619 Cuarentena Inteligente FASE 2
- Decreto N° 3706 Cuarentena Inteligente FASE 3
- Decreto N° 3780 Extensión FASE 3 Cuarentena Inteligente
- Decreto N° 3835 Cuarentena Inteligente FASE 4
- Decreto N° 3900 Poder Ejecutivo dispone medidas de emergencia para el departamento de Alto Paraná

- Decreto N° 3919 Se extiende periodo establecido para Asunción y Central hasta el 30 de agosto

- Decreto N° 3942 Se mantienen las medidas sanitarias en Alto Paraná hasta el 23 de agosto.

- Decreto N° 3943 Extensión de la Fase 4 hasta el 30 de agosto, excepto Asunción, Central y Alto Paraná

- Decreto N° 3964 Medidas específicas en Asunción y Central

- Decreto N° 4000 Extensión Fase 4

- Decreto N° 4010 Se autoriza al MSPyBS a coordinar planes y acciones con el sector privado de salud

- Decreto N° 4015 Se extiende periodo establecido en Decreto N° 3835 hasta el 20.09.20 Fase 4

- Decreto N° 4016 Se extiende periodo establecido en Decreto N° 3964 hasta el 20.09.20 para Asunción y Central

- Decreto N° 4017 Se extiende periodo establecido en Decreto N° 3965 hasta el 20.09.20 en Alto Paraná

- Decreto N° 4026 Apertura parcial y temporal de puestos de control migratorio

- Decreto N° 4045 Medidas específicas para Concepción y Caaguazú

- Decreto N° 4065 Extensión Fase 4 de la cuarentena inteligente hasta el 04.10.20

- Decreto N° 4066 Extensión de medidas específicas en Asunción y Central hasta el 04.10.20

- Decreto N° 4067 Nuevas medidas específicas en Alto Paraná

- Decreto N° 4095 Se extiende medidas en Concepción y Caaguazú hasta el 04.10.20

- Decreto N° 4115 Medidas del Aislamiento Preventivo General del 5 hasta el 25 de octubre de 2020

### Resoluciones
- Resolución N° 76 - COE

- Resolución N° 90 - Medidas para mitigar propagación del COVID-19

- Resolución N.º 91 - Se aprueba plan nacional de respuesta a virus respiratorios 2020

- Resolución N° 96 - Precios referenciales para productos

- Resolución N° 99 - Aislamiento preventivo

- Resolución N.º 100 - Se aprueba ficha de declaración de salud de viajeros

- Resolución N° 107 - Hidroxicloroquina y Cloroquina

- Resolución N.º 109 - Se crea Programa Nacional de Capacitaciones COVID-19

- Resolución N.º 112 - Registro obligatorio de personas provenientes del extranjero en plataforma digital

- Resolución N° 113 - Se abroga Res. N° 96, precios referenciales para productos de consumo

- Resolución N.º 114 - Notificación obligatoria de casos positivos de COVID-19

- Resolución N.º 124 Niveles de coordinación para integración MSP IPS

- Resolución N.º 125 - Control de principios activos de hidroxicloroquina y cloroquina

- Resolución N° 127 - COE Regional

- Resolución N.º 136 - Mecanismos de coordinación de servicios MSP IPS

- Resolución N.º 139 - Servicios de salud a distancia

- Resolución N.º 147 - Notificación obligatoria de enfermedades respiratorias y COVID-19

- Resolución N° 166 - Aislamiento supervisado en albergues

- Resolución N° 173 - Medidas destinadas a personas provenientes de otros países

- Resolución N° 177 - Medidas sanitarias ante riesgo de expansión del COVID-19

- Resolución N° 212 - Protocolo albergues

- Resolución N° 204 - Se conforma Centro de Monitoreo de Servicios de Salud

- Resolución N° 213 - Coordinación de acceso de connacionales al país

- Resolución N° 2.044 Se designa personal sanitario para el Centro de Monitoreo de Servicios

- Resolución N° 228 Nuevo protocolo albergues
- Resolución N° 296 Concepción y Paraguarí avanzan a Fase 3
- Resolución N° 300 Protocolo de vigilancia epidemiológica y manejo de aislamiento preventivo
- Resolución N° 309 Tabla de criterios de vulnerabilidad para COVID-19
- Resolución N° 317 Protocolo de vigilancia y control sanitario de embarcaciones de carga
- Resolución N° 324 Designación de coordinador institucional de Hotel Salud
- Resolución N° 329 Retroceso del plan de levantamiento gradual del aislamiento preventivo en Alto Paraná